# Плуг (единица измерения)
Плуг — древнерусская единица измерения площади земли, также единица податного обложения, применяемая в X—XVII веках. Упоминалась в Русской Правде; была известна как восточным, так и западным славянам.
Названа в честь орудия пахоты — плуга и первоначально равнялась количеству земли, которое можно вспахать одним плугом за определённый период времени. В словаре Даля плуг определялся как три обжи, то есть приравнивался к одной сохе, однако оснований для этого не приводилось. Современные исследователи считают, что плуг равнялся 8 десятинам (8 «кадей ростовских» семян в терминах Русской Правды) и 8—9 гектаров.
В Поволжье и прилегающих губерниях употреблялся плуг, равный 10 000 квадратных сажен или одной сотенной десятине.
Два плуга составляли село.